# Орлово (Тюменская область)
Орлово — село в Армизонском районе Тюменской области России. Административный центр Орловского сельского поселения.

## История
Деревня Орлова  основана между 1762 г. - 1782 г.  В 1795 году деревня насчитывала 28 дворов, в ней проживало 173 человека (84 мужчины и 89 женщин).
В «Списке населенных мест Российской империи» 1871 года издания (по сведениям 1868—1869 годов) населённый пункт упомянут как казённая деревня Орлова Ишимского округа Тобольской губернии, при озере Орловом, расположенная в 115 верстах от окружного центра города Ишим. В деревне насчитывалось 89 дворов и проживало 345 человек (186 мужчин и 159 женщин).
В 1926 году в деревне имелось 196 хозяйств и проживало 924 человека (436 мужчин и 488 женщин). Функционировала школа I ступени. В административном отношении являлась центром Орловского сельсовета Армизонского района Ишимского округа Уральской области.

## География
Село находится в южной части Тюменской области, в лесостепной зоне, в пределах Ишимской равнины, на берегах озера Орлова, к западу от озера Няшина, на расстоянии примерно 14 километров (по прямой) к юго-востоку от села Армизонское, административного центра района. Абсолютная высота — 139 метров над уровнем моря.
Климат резко континентальный с теплым летом и суровой холодной зимой. Годовое количество осадков — 310 мм. Средняя температура января составляет −18,2 °C, июля — +18,1 °C.

### Часовой пояс
Село Орлово, как и вся Тюменская область, находится в часовой зоне МСК+2. Смещение применяемого времени относительно UTC составляет +5:00.

## Население
| 1989 | 2002 | 2010 |
| ---- | ---- | ---- |
| 845  | ↘637 | ↘524 |

Гендерный состав
По данным Всероссийской переписи населения 2010 года в гендерной структуре населения мужчины составляли 47,1 %, женщины — соответственно 52,9 %.
Национальный состав
Согласно результатам переписи 2002 года, в национальной структуре населения русские составляли 92 % из 637 чел.

## Инфраструктура
Действуют средняя общеобразовательная школа с группой дошкольного образования, фельдшерско-акушерский пункт, дом культуры, библиотека, почтовое отделение, отделение Сбербанка, пожарное депо и пять магазинов.

## Улицы
Уличная сеть села состоит из двенадцати улиц.